# Deutscher Soldatenfriedhof Lille-Süd
Het Deutscher Soldatenfriedhof Lille-Süd is een Duitse militaire begraafplaats met gesneuvelden uit de Eerste Wereldoorlog en gelegen in de Franse stad Rijsel. Ze ligt bijna 3 km ten zuiden van het centrum van de stad (Place du Général de Gaulle) en grenst aan de noordoostelijke rand van de Cimetière du Sud (Rijsel).
Op de natuurstenen kruisen staan op de voor- en achterkant de namen van één tot twee gesneuvelden. Centraal ligt een rechthoekig perceel dat hoger ligt dan het omringende terrein en dat door een lage bakstenen muur wordt omgeven. Het is een begraafplaats van de Volksbund Deutsche Kriegsgräberfürsorge.
Er liggen 2.888 doden begraven.

## Geschiedenis
Bij het begin van de oorlog begroeven de Duitsers hun gesneuvelden vanaf augustus tot midden oktober 1914 eerst bij de Porte de Douai. Daarna werd de burgerlijke begraafplaats uitgebreid met een terrein dat werd ingericht als de huidige Duitse militaire begraafplaats. Duitse veldhospitalen die zich in en rond de stad bevonden bleven tot aan de ontruiming van de stad in oktober 1918 hier hun doden begraven. 
In 1915 werd een groot monument opgericht van de hand van de Berlijnse beeldhouwer Otto Richter, die voorheen in vredestijd de sculpturale versiering op de buitenkant van de Reichstag in Berlijn had gemaakt. Na de Tweede Wereldoorlog moest het wegens de vervallen staat worden  verwijderd.
Na de oorlog werd begraafplaats uitgebreid toen Duitse graven uit de omgeving van Rijsel naar hier werden overgebracht. In de tweede helft van de 20ste eeuw werd de begraafplaats verder heringericht en in 1978 werden de tijdelijke grafkruisen door kruisen in natuursteen vervangen. De acht graven van Joodse gesneuvelden hebben een grafzerk waarop een Davidster en een tekst in Hebreeuwse letters is aangebracht. De begraafplaats wordt door de Volksbund Deutsche Kriegsgräberfürsorge onderhouden.